# 10e British Academy Film Awards
De 10e British Academy Film Awards of BAFTA Awards werden uitgereikt door de British Academy of Film and Television Arts in 1957, voor de films uit 1956.

## Winnaars en genomineerden

### Beste film
Gervaise 
- Amici per la pelle
- Baby Doll (film)
- The Battle of the River Plate
- Shadow
- The Unfrocked One
- Guys and Dolls
- The Killing
- The Man Who Never Was
- The Man with the Golden Arm
- Picnic
- Poprygunya
- Reach for the Sky (film)
- Rebel Without a Cause
- Smiles of a Summer Night
- A Town Like Alice
- The Trouble with Harry
- War and Peace
- Yield to the Night

### Beste Britse film
Reach for the Sky 
- The Man Who Never Was
- The Battle of the River Plate
- A Town Like Alice
- Yield to the Night

### Beste buitenlandse acteur
François Périer in Gervaise 
- Karl Malden in Baby Doll
- Pierre Fresnay in The Unfrocked One
- Frank Sinatra in The Man with the Golden Arm
- Spencer Tracy in The Mountain
- William Holden in Picnic
- James Dean in Rebel Without a Cause
- Gunnar Bjornstrand in Smiles of a Summer Night

### Best buitenlandse actrice
Anna Magnani in The Rose Tattoo 
- Carroll Baker in Baby Doll
- Ava Gardner in Bhowani Junction
- Maria Schell in Gervaise
- Jean Simmons in Guys and Dolls
- Susan Hayward in I'll Cry Tomorrow
- Kim Novak in Picnic
- Marisa Pavan in The Rose Tattoo
- Eva Dahlbeck in Smiles of a Summer Night
- Shirley MacLaine in The Trouble with Harry

### Beste Britse acteur
Peter Finch in A Town Like Alice 
- Jack Hawkins in The Long Arm
- Kenneth More in Reach for the Sky

### Beste Britse actrice
Virginia McKenna in A Town Like Alice 
- Dorothy Alison in Reach for the Sky
- Audrey Hepburn in War and Peace

### Beste Britse scenario
The Man Who Never Was - Nigel Balchin 